# Abronia montecristoi
Abronia montecristoi (монте-крістійська абронія) — вид веретільницеподібних ящірок родини веретільницевих (Anguidae). Мешкає в Центральній Америці.

## Поширення і екологія
Монте-крістійські абронії мешкають в Національному парку Монтекрісто на кордоні Сальвадору, Гондурасу і Гватемали, а також в Кебрада-Гранде на заході Гондурасу. Вони живуть в гірських хмарних лісах, на висоті від 1370 до 2250 м над рівнем моря. Ведуть деревний спосіб життя.

## Збереження
МСОП класифікує цей вид як такий, що перебуває під загрозою зникнення. Abronia montecristoi загрожує знищення природного середовища.